# UTC+3:30
UTC+3:30 — зміщення UTC, що використовується в Ірані (іранський час).

## Використання

### Постійно протягом року
- Іран

## Історія використання
Окрім Ірану, час UTC+3:30 більше ніде не використовується.